# Denise Y. Arnold
Denise Y. Arnold (Londres, 1948-) es arquitecta y antropóloga anglo-boliviana,especializada en el estudio de la cultura, la sociedad y la historia en los Andes. Dirige el Instituto de Lengua y Cultura Aymara (ILCA) en La Paz, Bolivia. Es Senior Research Fellow en University College London. Ha dado clases en universidades de Bolivia, Chile y Argentina.Es autora de centenas de ensayos y de una veintena de libros, algunos de ellos en colaboración con Juan de Dios Yapita.

## Formación académica
Arnold cuenta con estudios de posgrado en arquitectura y medioambiente. Tiene el grado de PhD por el University College de Londres, obtenido en 1988. Fue nombrada Full Professor en Birkbeck, Universidad de Londres, en 1999.

## Obra destacada
- Hacia un orden andino de las cosas, con Juan de Dios Yapita y Domingo Aruquipa Jiménez, 1992[3]
- Río de bellón, río de canto: cantar a los animales, una poética andina de la creación, con Juan de Dios Yapita, 1998
- El rincón de las cabezas: luchas textuales, educación y tierras en los Andes, con Juan de Dios Yapita y otros, 2000
- "Reforma educativa y pueblos indígenas en Bolivia: retórica y práctica", 2003 [5]
- Hilos sueltos. Los Andes desde el textil, 2007
- Ciencia de las mujeres, con la colaboración de Elvira Espejo, 2010
- El textil y la documentación del tributo en los Andes, 2012.
- Ciencia de tejer en los Andes: Estructuras y técnicas de faz de urdimbre, con la colaboración de Elvira Espejo, 2012
- El textil tridimensional: la naturaleza del tejido como objeto y como sujeto, con la colaboración de Elvira Espejo, 2013[6]
- Tejiendo la vida: La Colección textil del Museo Nacional de Etnografía y Folklore, según la cadena de producción, con Elvira Espejo y Freddy Maidana, 2013.
- Eventos del crepúsculo: relatos históricos y hagiográficos de un ayllu andino en el Tiempo de los Españoles, 2018[7]
- Crítica de la razón andina, editado con Carlos Abreu Mendoza, 2018
- Ocho entrelazados entre los textiles andinos y el mundo, 2023[8]

## Reconocimientos
- “Huésped Académica” en la Universidad Nacional de Jujuy, Argentina, 2008
- Ganó un concurso por seis meses como Visiting Research Fellow en el Birkbeck Institute for the Humanities, 2008
- Invitado por Birkbeck College London y la Universidad de Colchester, Essex, a dictar la serie de ponencias magistrales: 4th World Conference, en Inglaterra, 2007
- Premio para la contribución a los Estudios Aymaras. Radio San Gabriel ”La voz del pueblo Aymara”,La Paz, 1999
- Finalista junto a Juan de Dios Yapita y Elvira Espejo Ayka en la sección “Literaturas indígenas” del Concurso Literario de la Casa de las Américas llevado a cabo en Cuba, enero de 1994, con el libro Jichha nä parlt'ä: Ahora les voy a narrar
- Radcliffe-Brown Memorial Award en antropología, Royal Anthropological Institute, 1987
- Thomas Witherden Batt premio en antropología, University College London, 1988